# Beautiful/小小的腳印
《beautiful/小小的腳印》（日語：beautiful/ちいさな足跡）為日本歌手絢香於2013年2月20日發行之11th單曲。

## 簡介
睽違約三年半的新單曲。除了兩首新曲外另外加上專輯曲〈開始之時〉的英文版本。

## 發型版本
- CD+DVD
- CD ONLY

## 曲目

### CD
1. beautiful
  - 日本電視台連續劇《合租屋的戀人》主題曲
2. 小小的腳印（ちいさな足跡）
  - 資生堂「心機彩妝」廣告曲
3. 開始的時刻（はじまりのとき） English ver.
4. beautiful (inst)
5. 小小的腳印 (inst)

### DVD
1. beautiful（MUSIC CLIP）
2. 小小的腳印（MUSIC CLIP）

## 資料來源
1. ↑  . オリコン.   [2013-02-28]. （原始内容存档于2013年2月27日）.
2. ↑  . 絢香 Official site.   [2012-12-21]. （原始内容存档于2012-12-31）.

## 外部連結
- 絢香官方網站（页面存档备份，存于）